# 傑伍
傑伍家電公司，是創立於1947年的英國生產小家電廠商，現隸屬於迪朗奇（De'Longhi）集團。

## 概要
創辦人Kenneth Maynard Wood曾於1936年開設Dickson & Wood公司，在1939年二戰爆發時賣掉、加入英國皇家空軍。
戰爭結束退役後，於1947年與戰時同僚Roger Laurence合夥成立Woodlau Industries公司，Roger離去後改為Kenwood Manufacturing Co. Ltd.。現名Kenwood Appliances Ltd.。

## 沿革
- 1947年，Woodlau Industries成立，之後改名Kenwood Manufacturing Co. Ltd.
- 1950年，發表第一台多功能食物處理器「Kenwood Chef」成為主力商品。
- 1968 - 1989年，被納入科藝百代旗下。.
- 1992年7月，以MBO方式獨立出來。
- 1994年11月，收購義大利家電廠商Ariete。

官網使用的1950年代風格標識。

- 1996年2月，股票在倫敦證券交易所上市。
- 2000年12月，迪朗奇收購成為集團一員。

## 品牌識別
現行日本建伍與英國傑伍標識相似，兩者主要差別在建伍的« W »（KENWOOD)、傑伍則為« K »（KENWOOD），於是中國大陸網路謠傳建伍向傑伍「1964年租用的商标」、「租用英文KENWOOD商标80年」等，甚至部份地區傑伍經銷商不察也引用，中國大陸官網還特此澄清區別。其實既使文字商標同名，只要事業領域不同即互不相涉，況且謠言所指時間點兩者商標差異極大。

## 外部連結
- Kenwood Kitchen Appliances
- Kenwood Cooking Chef
- Ken Wood 英國政府檔案館的存檔，存档日期2017-04-05 in Making the Modern World
- 英國傑伍家電 （页面存档备份，存于）